# 王漢
王漢（？年—1643年），本名應駿，字子房，山東萊州府掖縣（今萊州市）人。明朝末年政治人物，崇禎丁丑進士。王漢初任知縣，善於用兵，以鎮壓農民軍有方，累官至河南巡撫，最後在招撫叛軍時被殺。

## 生平
崇禎九年（1636年）山東鄉試七十五名舉人，崇禎十年（1637年）聯捷丁丑科進士。户部觀政，崇禎十一年（1639年）授官山西高平縣知縣，十二年調河內縣。王漢知兵，善用計謀，與士卒同甘苦，鎮壓農民軍有方。李自成圍攻開封，王漢以疑兵之計卻敵。崇禎十五年（1642年）召入京師，與蘇京、王燮同召對，稱旨。授廣東道試監察御史，監左良玉軍，不久改巡按河南，連戰連捷。河南巡撫高名衡病，即拔擢王漢為都察院右僉都御史代替其職位。崇禎十六年（1643年）正月，河南總兵劉超以私怨殺其鄉官御史魏景琦一家三十餘人，畏罪在永城反叛。王漢入城，聲言招撫，事敗被殺。朝廷隨後詔贈兵部尚書，廕錦衣世百戶，建祠祭祀。《明史》有傳。

## 著作
有《停關寧米豆書》《河内縣災傷圖序》及《易注》2卷。

## 家族
曾祖王佐，寿官；祖父王嘉宾，赠參政；父王鐸，教授贈部都察院右佥都御史、祀名宦乡贤。兄王應豸，天啟壬戌進士，官至薊州巡撫，因處置兵變不力，論死。